# 畑段嵐士
畑段 嵐士（はただん あらし、1990年10月12日 - ）は、京都市右京区出身の競輪選手。日本競輪選手会京都支部所属。日本競輪学校（当時。以下、競輪学校）第105期生。師匠は武田哲二（65期）。

## 来歴
京都府立北桑田高等学校を経て同志社大学に進学。
2010年、全日本自転車競技選手権大会・スクラッチ 優勝。
2013年、競輪学校に入校。翌2014年3月、在校競走成績第2位（16勝）で卒業。
2014年7月7日、富山競輪場でデビューし初勝利を挙げた。
2015年、ルーキーチャンピオンレース（西武園競輪場） 優勝。